# 賴蓋特
賴蓋特（英語：Reigate）是英格蘭薩里郡的一個城鎮。賴蓋特現在有人口21,820人。